# Ancien hôtel de préfecture de l'Ain
L'ancien hôtel de préfecture de l'Ain est un édifice qui abritait à sa création le siège de la préfecture du département de l'Ain. Situé à Bourg-en-Bresse à proximité de l'hôtel de ville, le bâtiment accueille des services de la ville.

## Historique
En 1853, face à l'exiguïté des locaux, le préfet décide de construire un nouveau bâtiment pour accueillir les services du département,.
Les façades sur rue, la toiture et l'escalier font l'objet d'une inscription aux monuments historiques depuis 1947.